# بیورن کلافت
بیورن کلافت (انگلیسی: Björn Kluft؛ زادهٔ ۱۱ ژانویهٔ ۱۹۹۰) بازیکن فوتبال اهل آلمان است.
از باشگاه‌هایی که در آن بازی کرده‌است می‌توان به باشگاه فوتبال اس‌وی زاندهاوزن، باشگاه فوتبال روت وایس اهلن، باشگاه فوتبال روت‌وایس اسن، باشگاه فوتبال ارتسگبیرگ آئو، و باشگاه فوتبال آینتراخت برانشوایگ اشاره کرد.